# Zombies - La vendetta degli innocenti
Zombies - La vendetta degli innocenti (Wicked Little Things) è un film del 2006 diretto da J. S. Cardone.

## Trama
Karen Tunny si trova a vivere una situazione difficile da quando ha perso il marito e, per tale motivo, ha deciso di traslocare, assieme alle due figlie Sarah ed Emma, in una vecchia casa ereditata dal marito situata in uno sperduto paesino tra le montagne della Pennsylvania. Karen non sa, però, che nel passato un tragico evento ha sconvolto gli abitanti del paesino in cui è diretta: nel 1913, un terribile incidente avvenuto in una miniera, uccise decine e decine di bambini che lavoravano come schiavi. Ma il passato ha deciso di non farsi dimenticare: ogni notte, infatti, i bambini morti anni prima nella miniera tornano a camminare tra i vivi in cerca di vendetta.

## Produzione
Inizialmente era stato scelto Tobe Hooper per dirigere il film, ma quando abbandonò il ruolo per dirigere Il custode, la regia venne affidata a J. S. Cardone.
Il film è stato girato nella capitale bulgara, Sofia.